# Saskia Radzuweit
Saskia Radzuweit (* 12. Mai 1991 in Hamburg) ist eine deutsche Volleyballspielerin.

## Karriere
Radzuweit kam zum Volleyball, nachdem sie diverse andere Sportarten ausprobiert hatte. Dabei wurde sie von Marina Cukseeva, der Mutter ihrer Mitspielerin Natalia Cukseeva gefördert. Radzuweit begann ihre Karriere bei CVJM Hamburg. 2007 ging sie zu ihrem heutigen Verein VT Aurubis Hamburg. Dort kam sie in der ersten Saison in der zweiten Mannschaft zum Einsatz, bevor sie 2008 als 17-Jährige in den Bundesliga-Kader aufrückte. Dabei wechselte die Junioren-Nationalspielerin ihre Position vom Mittelblock in den Angriff. Von 2013 bis 2015 spielte Radzuweit beim Ligakonkurrenten Köpenicker SC und kehrte anschließend zu Aurubis Hamburg zurück. Nach dem Rückzug des Sponsors spielte Radzuweit von 2016 bis 2018 beim VT Hamburg in der zweiten Bundesliga.
Nach einer zweijährigen Spielpause war Radzuweit 2020/21 beim Hamburger Zweitliga-Aufsteiger Eimsbütteler TV aktiv.

## Privates
Radzuweits Cousin Lukas Radzuweit spielt ebenfalls Volleyball.